# 프레더릭 윈즐로 테일러

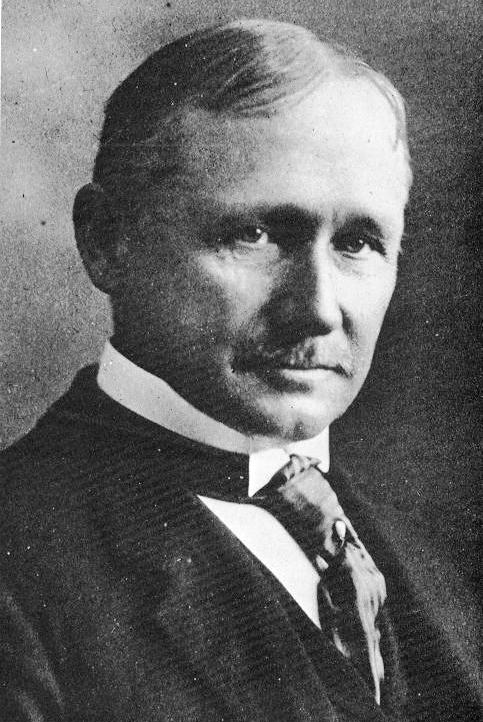
프레더릭 윈즐로 테일러

프레데릭 윈즐로 테일러(Frederick Winslow Taylor, 1856년 3월 20일 ~ 1915년 3월 21일)는 미국의 기계공학자, 경영학자, 산업공학자, 골프 선수, 테니스 선수이다.
과학적 관리법을 창안하여, 공장 개혁과 경영 합리화에 큰 공적을 남겼다.

## 생애
1856년 3월 20일 미국 필라델피아에서 태어났다. 일찍이 법률가를 지망하여 하버드 대학교 입학 시험에 통과했으나 눈병 때문에 단념하고 1874년 필라델피아에 있는 펌프 제조 공장에 견습공으로 들어갔다. 1878년 미드베일 제강 회사(Midvale Steel)에 입사해 기계공·기사장(技師長)으로 일했다. 이 시절 그는 철강·기계 산업에서 보편화돼 있던 ‘은밀한 태업’(soldiering)의 관행에 대해 강한 문제의식을 갖게 되었다. 1883년 스티븐스 공과대학교(Stevens Institute of Technology)에 입학하여 기계공학 학위를 취득하고, 1890년부터 1893년까지 필라델피아의 한 회사(Manufacturing Investment Company of Philadelphia)에서 일한다. 1893년부터 독립적인 경영 컨설턴트로 활동했는데, 1898년부터 1901년까지는 베들레헴 제강 회사(Bethlehem Steel)에서 근무했다. 이후, 현업에서 은퇴하여 자문·강연·저작 활동에 몰두하였다.

## 과학적 관리법
테일러의 과학적 관리법은 종래에 근로자에 의존하던 작업관리를 경영자의 과학적인 과업설정(課業設定)이라는 계획적 관리로 전환시켜 노동 생산성을 높이고 태업을 방지하였다. 또한 임금 문제 해결을 위하여 과학적·객관적인 표준작업량을 설정하고, 차별적 성과급제(differential piece rate)를 도입하였다.
테일러는 과업설정을 위해 시간연구(time study)를 수행하였다. 즉, 노동자들의 작업을 기본동작으로 분해한 후 쓸모없는 동작을 제거하고 각 동작별로 최선의 것을 찾아낸 후 스톱워치(stop watch)로 단위시간을 측정하였다. 이런 식으로 특정한 작업에 대하여 도구, 동작, 시간을 결합하여 테일러는 노동자에게 미리 부과할 수 있는 과업을 구성하였다. 제러미 리프킨은 이를 다음과 같이 묘사한다. “테일러는 직공의 세부적인 행동까지 조사함으로써 효율성 제고를 위해 어떤 행동을 고쳐야 하는지 권고할 수 있었다. 그에 따른 시간 절약은 종종 몇 분의 1초까지 측정되었다.”

## 평가

### 긍정적 평가
테일러리즘이 미국의 기업계를 점령한 가운데 1920-30년대에 소련으로까지 수출되었다. 레닌과 트로츠키는 테일러리즘을 포용하면서 미국의 전문가들을 소련으로 초청하기도 했다.
피터 드러커는 “테일러는 생산성의 열매를 가장 많이 가지고 가는 것은 소유주가 아니라 노동자라는 생각을 죽을 때까지 갖고 있었다. 그의 주된 동기는 소유주와 노동자, 즉 자본가와 프롤레타리아가 생산성 향상에 공통으로 관심을 갖고 지식을 작업에 적용하는 데 있어 협조관계에 있는 사회를 창조하는 것이었다. 이러한 테일러의 사상을 지금까지 가장 가깝게 이해한 것은 제2차 세계 대전 후 일본의 소유주와 일본의 노동조합이었다.”라고 평가했다. 또한, ‘다윈-마르크스-프로이트’가 ‘현대세계를 창조한 삼위일체’로 인용되고 있는 것에 불만을 표하면서 “만약 이 세상에 정의라는 것이 있다면 마르크스는 빼고 테일러를 대신 집어넣어야만 한다.”고 주장했다.
과학적 관리는 제품 생산비 감소, 노동자의 임금 인상에 기여했고, 대한민국과 같은 후발 국가의 급속한 산업화에 영향을 주었다고 평가되기도 한다.

### 부정적 평가
주로 노동조합과 인본주의자에 의해 공격받았다. 안토니오 그람시는 《옥중수고》에서 “테일러는 사실상 미국 사회의 목적을 노골적인 냉소주의로써 표현하는 것이다. 그 목적이란, 노동자 속에 자동적·기계적인 태도를 최대한으로 조장하고, 노동자 쪽의 지성·상상력·창의력들의 적극적 참여를 일정하게 요구하는 기능적·전문적인 작업의 구래(舊來)의 심리·신체적 연관을 파괴하여 생산적 활동을 오직 기계적·신체적인 측면으로만 환원시키는 것이다.”라며 비판하였다. 또한, 해리 브레이버만은 《노동과 독점자본주의》(Labor and Monopoly Capitalism)에서 “테일러리즘의 목적은 노동자들을 상호 교체할 수 있도록 하고, 그들의 개성이나 인간성을 빼앗아 상품과 같이 매매되는 규격품처럼 다룸으로써 새로운 분업이 필요로 하는 단순노동을 할 수 있도록 하는 데 있다”고 비판했다.
제3세계의 경우에는 테일러리즘의 철학적 기반은 무시하고 단순한 기법만을 도입해 노동력을 착취하는 수단으로 널리 활용돼 비판받기도 하였다.

## 저작

### 단행본
- 1903,[13] 1911. Shop management, by Frederick Winslow Taylor ... with an introduction by Henry R. Towne .... New York, London, Harper & Brothers.
- 1911. The Principles of Scientific Management. New York and London, Harper & brothers.
  - 《과학적 관리법》. 방영호, 오정석 옮김. 21세기북스.
- 1911. A treatise on concrete, plain and reinforced: materials, construction, and design of concrete and reinforced concrete. (2d ed). New York, J. Wiley & sons.
- 1912. Concrete costs. New York, J. Wiley & sons.

### 논문
- 1894. "Notes on Belting," Transactions of the American Society of Mechanical Engineers, Vol. XV, 1893, pp. 204–259.
- 1895. "A Piece-rate System" in: The adjustment of wages to efficiency; three papers ....
- 1903. "Shop management," Transactions of the American Society of Mechanical Engineers 24: 1337-480
- 1906. "On the Art of Cutting Metals," Transactions of the American Society of Mechanical Engineers, Vol. XXVIII, 1906, pp. 31–350.

## 테니스·골프 선수로서
테일러는 테니스와 골프 선수로서도 활동했다. 1881년 US 오픈에서 클래런스 클라크(Clarence Clark)와 한 팀을 이뤄 우승했다. 1900년 하계 올림픽에서는 골프 남자 개인에 출전해 4위에 올랐다.

## 같이 보기
- 과학적 관리법
- 시간 관리
- 아담 스미스

## 참고 자료
- 강준만, 테일러가 마르크스보다 위대한가?

## 주해
1. ↑  은밀한 태업은 공식적 태업(sabotage)과 달리 적당히 일함으로써 생산량을 제한하는 것을 뜻한다.